# Bulbophyllum wollastonii
Bulbophyllum wollastonii är en orkidéart som beskrevs av Henry Nicholas Ridley. Bulbophyllum wollastonii ingår i släktet Bulbophyllum och familjen orkidéer. Inga underarter finns listade i Catalogue of Life.